# 식물의 목 목록
다음은 식물의 목 목록이다. 여기서 식물은 넓은 의미의 식물인 원시색소체생물을 가리킨다. 모두 221개 목을 포함하고 있다.
| 문           | 강                       | No. | 목                                                 |
| ------------ | ------------------------ | --- | -------------------------------------------------- |
| 회청조식물문 | 회청조식물강             | 1   | 회청조식물목 (Glaucocystales)                      |
| 회청조식물문 | 회청조식물강             | 2   | 글로이오카이테목 (Gloeochaetales)                  |
| 홍조식물문   | 키아니디움강             | 3   | 키아니디움목 (Cyanidiales)                         |
| 홍조식물문   | 피떡말강                 | 4   | 피떡말목 (Porphyridiophyceae)                      |
| 홍조식물문   | 콤프소포곤강             | 5   | 콤프소포곤목 (Compsopogonales)                     |
| 홍조식물문   | 콤프소포곤강             | 6   | 붉은털목 (Erythropeltidales)                       |
| 홍조식물문   | 콤프소포곤강             | 7   | 로도카이테목 (Rhodochaetales)                      |
| 홍조식물문   | 로델라강                 | 8   | 딕소니엘라목 (Dixoniellales)                       |
| 홍조식물문   | 로델라강                 | 9   | 글라우코스파이라목 (Glaucosphaerales)              |
| 홍조식물문   | 로델라강                 | 10  | 로델라목 (Rhodellales)                             |
| 홍조식물문   | 마디털홍조강             | 11  | 루푸시아목 (Rufusiales)                            |
| 홍조식물문   | 마디털홍조강             | 12  | 마디털목 (Stylonematales)                          |
| 홍조식물문   | 김파래홍조강             | 13  | 김파래목 (Bangiales)                               |
| 홍조식물문   | 진정홍조강               | 14  | 분홍딱지목 (Hildenbrandiales)                      |
| 홍조식물문   | 진정홍조강               | 15  | 개구리알말목 (Batrachospermales)                   |
| 홍조식물문   | 진정홍조강               | 16  | 코리노닥틸루스목 (Corynodactylales)                |
| 홍조식물문   | 진정홍조강               | 17  | 발리아목 (Balliales)                               |
| 홍조식물문   | 진정홍조강               | 18  | 토레아목 (Thoreales)                               |
| 홍조식물문   | 진정홍조강               | 19  | 로다클리아목 (Rhodachlyales)                       |
| 홍조식물문   | 진정홍조강               | 20  | 발비아니아목 (Balbianiales)                        |
| 홍조식물문   | 진정홍조강               | 21  | 국수나물목 (Nemaliales)                            |
| 홍조식물문   | 진정홍조강               | 22  | 엔트위슬레아목 (Entwisleiales)                     |
| 홍조식물문   | 진정홍조강               | 23  | 홍다발솔목 (Colaconematales)                       |
| 홍조식물문   | 진정홍조강               | 24  | 팔손이풀목 (Palmariales)                           |
| 홍조식물문   | 진정홍조강               | 25  | 붉은솜목 (Acrochaetiales)                          |
| 홍조식물문   | 진정홍조강               | 26  | 로도고르곤목 (Rhodogorgonales)                     |
| 홍조식물문   | 진정홍조강               | 27  | 스포로리톤목 (Sporolithales)                       |
| 홍조식물문   | 진정홍조강               | 28  | 하팔리디움목 (Hapalidiales)                        |
| 홍조식물문   | 진정홍조강               | 29  | 산호말목 (Corallinales)                            |
| 홍조식물문   | 진정홍조강               | 30  | 싹새기목 (Ahnfeltiales)                            |
| 홍조식물문   | 진정홍조강               | 31  | 피히엘라목 (Pihiellales)                           |
| 홍조식물문   | 진정홍조강               | 32  | 카테넬롭시스목 (Catenellopsidales)                 |
| 홍조식물문   | 진정홍조강               | 33  | 갈고리풀목 (Bonnemaisoniales)                      |
| 홍조식물문   | 진정홍조강               | 34  | 아트락토포라목 (Atractophorales)                   |
| 홍조식물문   | 진정홍조강               | 35  | 바다표고목 (Peyssonneliales)                       |
| 홍조식물문   | 진정홍조강               | 36  | 돌가사리목 (Gigartinales)                          |
| 홍조식물문   | 진정홍조강               | 37  | 아크로심피톤목 (Acrosymphytales)                   |
| 홍조식물문   | 진정홍조강               | 38  | 비단풀목 (Ceramiales)                              |
| 홍조식물문   | 진정홍조강               | 39  | 이인규목 (Inkyuleeales)                            |
| 홍조식물문   | 진정홍조강               | 40  | 우뭇가사리목 (Gelidiales)                          |
| 홍조식물문   | 진정홍조강               | 41  | 곱슬이목 (Plocamiales)                             |
| 홍조식물문   | 진정홍조강               | 42  | 꼬시래기목 (Gracilariales)                         |
| 홍조식물문   | 진정홍조강               | 43  | 네마스토마목 (Nemastomatales)                      |
| 홍조식물문   | 진정홍조강               | 44  | 도박목 (Halymeniales)                              |
| 홍조식물문   | 진정홍조강               | 45  | 미끌부채목 (Sebdeniales)                           |
| 홍조식물문   | 진정홍조강               | 46  | 분홍치목 (Rhodymeniales)                           |
| M+C+S        | 메소스티그마강           | 47  | 메소스티그마목 (Mesostigmatales)                   |
| M+C+S        | 클로로키부스강           | 48  | 클로로키부스목 (Chlorokybales)                     |
| 녹조식물문   | 초록방석말강             | 49  | 프라시노콕쿠스목 (Prasinococcales)                 |
| 녹조식물문   | 초록방석말강             | 50  | 초록방석말목 (Palmophyllales)                      |
| 녹조식물문   | 피라미모나스강           | 51  | 프세우도스코우르피엘디아목 (Pseudoscourfieldiales) |
| 녹조식물문   | 피라미모나스강           | 52  | 피라미모나스목 (Pyramimonadales)                   |
| 녹조식물문   | 마미엘라강               | 53  | 돌리코마스틱스목 (Dolichomastigales)               |
| 녹조식물문   | 마미엘라강               | 54  | 마미엘라목 (Mamiellales)                           |
| 녹조식물문   | 마미엘라강               | 55  | 모노마스틱스목 (Monomastigales)                    |
| 녹조식물문   | 네프로셀미스강           | 56  | 네프로셀미스목 (Nephroselmidales)                  |
| 녹조식물문   | 피코키스티스강           | 57  | 피코키스티스목 (Picocystales)                      |
| 녹조식물문   | 클로로피콘강             | 58  | 클로로피콘목 (Chloropicales)                       |
| 녹조식물문   | 페디노모나스강           | 59  | 마르수피오모나스목 (Marsupiomonadales)             |
| 녹조식물문   | 페디노모나스강           | 60  | 페디노모나스목 (Pedinomonadales)                   |
| 녹조식물문   | 페디노모나스강           | 61  | 스코우르피엘디아목 (Scourfieldiales)               |
| 녹조식물문   | 클로로덴드론강           | 62  | 클로로덴드론목 (Chlorodendrales)                   |
| 녹조식물문   | 트레보욱시아강           | 63  | 클로렐라목 (Chlorellales)                          |
| 녹조식물문   | 트레보욱시아강           | 64  | 미크로탐니온목 (Microthamniales)                   |
| 녹조식물문   | 트레보욱시아강           | 65  | 필로시폰목 (Phyllosiphonales)                      |
| 녹조식물문   | 트레보욱시아강           | 66  | 프라시올라목 (Prasiolales)                         |
| 녹조식물문   | 트레보욱시아강           | 67  | 트레보욱시아목 (Trebouxiales)                      |
| 녹조식물문   | 갈파래강                 | 68  | 깃털말목 (Bryopsidales)                            |
| 녹조식물문   | 갈파래강                 | 69  | 클로로키스티스목 (Chlorocystidales)                |
| 녹조식물문   | 갈파래강                 | 70  | 대마디말목 (Cladophorales)                         |
| 녹조식물문   | 갈파래강                 | 71  | 우산파래목 (Dasycladales)                          |
| 녹조식물문   | 갈파래강                 | 72  | 이그나티우스목 (Ignatiales)                        |
| 녹조식물문   | 갈파래강                 | 73  | 올트만시엘롭시스목 (Oltmansiellopsidales)          |
| 녹조식물문   | 갈파래강                 | 74  | 스코티노스파이라목 (Scotinosphaerales)             |
| 녹조식물문   | 갈파래강                 | 75  | 오랑캐꽃말목 (Trentepohliales)                     |
| 녹조식물문   | 갈파래강                 | 76  | 초록실말목 (Ulotrichales)                          |
| 녹조식물문   | 갈파래강                 | 77  | 갈파래목 (Ulvales)                                 |
| 녹조식물문   | 녹조강                   | 78  | 카이토펠티스목 (Chaetopeltidales)                  |
| 녹조식물문   | 녹조강                   | 79  | 녹색반점말목 (Chaetophorales)                      |
| 녹조식물문   | 녹조강                   | 80  | 클라미도모나스목 (Chlamydomonadales)               |
| 녹조식물문   | 녹조강                   | 81  | 붓뚜껑말목 (Oedogoniales)                          |
| 녹조식물문   | 녹조강                   | 82  | 스파이로플레아목 (Sphaeropleales)                  |
| 윤조식물문   | 클레브소르미디움강       | 83  | 클레브소르미디움목 (Klebsormidiales)               |
| 윤조식물문   | 윤조강                   | 84  | 차축조목 (Charales)                                |
| 윤조식물문   | 콜레오카이테강           | 85  | 카이토파이리디움목 (Chaetosphaeridiales)           |
| 윤조식물문   | 콜레오카이테강           | 86  | 콜레오카이테목 (Coleochaetales)                    |
| 윤조식물문   | 접합조강                 | 87  | 먼지말목 (Desmidiales)                             |
| 윤조식물문   | 접합조강                 | 88  | 별해캄목 (Zygnematales)                            |
| 뿔이끼문     | 레이오스포로케로스강     | 89  | 레이오스포로케로스목 (Leiosporocerotales)          |
| 뿔이끼문     | 뿔이끼강                 | 90  | 뿔이끼목 (Anthocerotales)                          |
| 뿔이끼문     | 뿔이끼강                 | 91  | 짧은뿔이끼목 (Notothyladales)                      |
| 뿔이끼문     | 뿔이끼강                 | 92  | 피마토케로스목 (Phymatocerotales)                  |
| 뿔이끼문     | 뿔이끼강                 | 93  | 덴드로케로스목 (Dendrocerotales)                   |
| 선태식물문   | 타카키아강               | 94  | 타카키아목 (Takakiales)                            |
| 선태식물문   | 물이끼강                 | 95  | 물이끼목 (Sphagnales)                              |
| 선태식물문   | 검정이끼강               | 96  | 검정이끼목 (Andreaeales)                           |
| 선태식물문   | 안드레아에오브리움강     | 97  | 안드레아에오브리움목 (Andreaeobryales)             |
| 선태식물문   | 옥구슬이끼강             | 98  | 옥구슬이끼목 (Oedipodiales)                        |
| 선태식물문   | 네삭치이끼강             | 99  | 네삭치이끼목 (Tetraphidales)                       |
| 선태식물문   | 솔이끼강                 | 100 | 솔이끼목 (Polytrichales)                           |
| 선태식물문   | 선태식물강               | 101 | 담뱃대이끼목 (Buxbaumiales)                        |
| 선태식물문   | 선태식물강               | 102 | 보리알이끼목 (Diphysciales)                        |
| 선태식물문   | 선태식물강               | 103 | 팀미아목 (Timmiales)                               |
| 선태식물문   | 선태식물강               | 104 | 통모자이끼목 (Encalyptales)                        |
| 선태식물문   | 선태식물강               | 105 | 표주박이끼목 (Funariales)                          |
| 선태식물문   | 선태식물강               | 106 | 기가스페르뭄목 (Gigaspermales)                     |
| 선태식물문   | 선태식물강               | 107 | 아르키디움목 (Archidiales)                         |
| 선태식물문   | 선태식물강               | 108 | 새우이끼목 (Bryoxiphiales)                         |
| 선태식물문   | 선태식물강               | 109 | 꼬리이끼목 (Dicranales)                            |
| 선태식물문   | 선태식물강               | 110 | 고깔바위이끼목 (Grimmiales)                        |
| 선태식물문   | 선태식물강               | 111 | 침꼬마이끼목 (Pottiales)                           |
| 선태식물문   | 선태식물강               | 112 | 스코울레리아목 (Scouleriales)                      |
| 선태식물문   | 선태식물강               | 113 | 구슬이끼목 (Bartramiales)                          |
| 선태식물문   | 선태식물강               | 114 | 참이끼목 (Bryales)                                 |
| 선태식물문   | 선태식물강               | 115 | 톳이끼목 (Hedwigiales)                             |
| 선태식물문   | 선태식물강               | 116 | 선주름이끼목 (Orthotrichales)                      |
| 선태식물문   | 선태식물강               | 117 | 너구리꼬리이끼목 (Rhizogoniales)                   |
| 선태식물문   | 선태식물강               | 118 | 스플라크눔목 (Splachnales)                         |
| 선태식물문   | 선태식물강               | 119 | 기름종이이끼목 (Hookeriales)                       |
| 선태식물문   | 선태식물강               | 120 | 털깃털이끼목 (Hypnales)                            |
| 선태식물문   | 선태식물강               | 121 | 히프노덴드론목 (Hypnodendrales)                    |
| 선태식물문   | 선태식물강               | 122 | 프티콤니온목 (Ptychomniales)                       |
| 우산이끼문   | 하플로미트리움강         | 123 | 하플로미트리움목 (Haplomitriales)                  |
| 우산이끼문   | 하플로미트리움강         | 123 | 트레우비아목 (Treubiales)                          |
| 우산이끼문   | 우산이끼강               | 125 | 엷은잎우산대이끼목 (Blasiales)                     |
| 우산이끼문   | 우산이끼강               | 126 | 네오호지소니아목 (Neohodgsoniales)                 |
| 우산이끼문   | 우산이끼강               | 127 | 스파이로카르포스목 (Sphaerocarpales)               |
| 우산이끼문   | 우산이끼강               | 128 | 초승달우산이끼목 (Lunulariales)                    |
| 우산이끼문   | 우산이끼강               | 129 | 우산이끼목 (Marchantiales)                         |
| 우산이끼문   | 망울이끼강               | 130 | 물우산대이끼목 (Pelliales)                         |
| 우산이끼문   | 망울이끼강               | 131 | 거미집이끼목 (Pallaviciniales)                     |
| 우산이끼문   | 망울이끼강               | 132 | 비늘우산대이끼목 (Fossombroniales)                 |
| 우산이끼문   | 망울이끼강               | 133 | 플레우로지아목 (Pleuroziales)                      |
| 우산이끼문   | 망울이끼강               | 134 | 리본이끼목 (Metzgeriales)                          |
| 우산이끼문   | 망울이끼강               | 135 | 세줄이끼목 (Porellales)                            |
| 우산이끼문   | 망울이끼강               | 136 | 손꼴가시이끼목 (Ptilidiales)                       |
| 우산이끼문   | 망울이끼강               | 137 | 망울이끼목 (Jungermanniales)                       |
| 석송문       | 물부추강                 | 138 | 물부추목 (Isoetales)                               |
| 석송문       | 물부추강                 | 139 | 부처손목 (Selaginellales)                          |
| 석송문       | 석송강                   | 140 | 석송목 (Lycopodiales)                              |
| 양치식물문   | 속새강                   | 141 | 속새목 (Equisetales)                               |
| 양치식물문   | 용비늘고사리강           | 142 | 용비늘고사리목 (Marattiales)                       |
| 양치식물문   | 양치식물강               | 143 | 나무고사리목 (Cyatheales)                          |
| 양치식물문   | 양치식물강               | 144 | 풀고사리목 (Gleicheniales)                         |
| 양치식물문   | 양치식물강               | 145 | 처녀이끼목 (Hymenophyllales)                       |
| 양치식물문   | 양치식물강               | 146 | 고비목 (Osmundales)                                |
| 양치식물문   | 양치식물강               | 147 | 고사리목 (Polypodiales)                            |
| 양치식물문   | 양치식물강               | 148 | 생이가래목 (Salviniales)                           |
| 양치식물문   | 양치식물강               | 149 | 실고사리목 (Schizaeales)                           |
| 양치식물문   | 솔잎란강                 | 150 | 고사리삼목 (Ophioglossales)                        |
| 양치식물문   | 솔잎란강                 | 151 | 솔잎란목 (Psilotales)                              |
| 구과식물문   | 구과식물강               | 152 | 구과목 (Pinales)                                   |
| 소철문       | 소철강                   | 153 | 소철목 (Cycadales)                                 |
| 은행나무문   | 은행나무강               | 154 | 은행나무목 (Ginkgoales)                            |
| 마황문       | 마황강                   | 155 | 마황목 (Ephedrales)                                |
| 마황문       | 마황강                   | 156 | 네타목 (Gnetales)                                  |
| 마황문       | 마황강                   | 157 | 웰위치아목 (Welwitschiales)                        |
| 속씨식물     | (암보렐라목)             | 158 | 암보렐라목 (Amborellales)                          |
| 속씨식물     | (수련목)                 | 159 | 수련목 (Nymphaeales)                               |
| 속씨식물     | (아우스트로바일레이아목) | 160 | 아우스트로바일레이아목 (Austrobaileyales)          |
| 속씨식물     | (홀아비꽃대목)           | 161 | 홀아비꽃대목 (Chloranthales)                       |
| 속씨식물     | 목련군                   | 162 | 목련목 (Magnoliales)                               |
| 속씨식물     | 목련군                   | 163 | 녹나무목 (Laurales)                                |
| 속씨식물     | 목련군                   | 164 | 후추목 (Piperales)                                 |
| 속씨식물     | 목련군                   | 165 | 카넬라목 (Canellales)                              |
| 속씨식물     | 외떡잎식물군             | 166 | 창포목 (Acorales)                                  |
| 속씨식물     | 외떡잎식물군             | 167 | 택사목 (Alismatales)                               |
| 속씨식물     | 외떡잎식물군             | 168 | 페트로사비아목 (Petrosaviales)                     |
| 속씨식물     | 외떡잎식물군             | 169 | 판다누스목 (Pandanales)                            |
| 속씨식물     | 외떡잎식물군             | 170 | 마목 (Dioscoreales)                                |
| 속씨식물     | 외떡잎식물군             | 171 | 백합목 (Liliales)                                  |
| 속씨식물     | 외떡잎식물군             | 172 | 비짜루목 (Asparagales)                             |
| 속씨식물     | 외떡잎식물군             | 173 | 종려목 (Arecales)                                  |
| 속씨식물     | 외떡잎식물군             | 174 | 벼목 (Poales)                                      |
| 속씨식물     | 외떡잎식물군             | 175 | 닭의장풀목 (Commelinales)                          |
| 속씨식물     | 외떡잎식물군             | 176 | 생강목 (Zingiberales)                              |
| 속씨식물     | (붕어마름목)             | 177 | 붕어마름목 (Ceratophyllales)                       |
| 속씨식물     | 진정쌍떡잎식물군         | 178 | 미나리아재비목 (Ranunculales)                      |
| 속씨식물     | 진정쌍떡잎식물군         | 179 | 프로테아목 (Proteales)                             |
| 속씨식물     | 진정쌍떡잎식물군         | 180 | 수레나무목 (Trochodendrales)                       |
| 속씨식물     | 진정쌍떡잎식물군         | 181 | 회양목목 (Buxales)                                 |
| 속씨식물     | 진정쌍떡잎식물군         | 182 | 군네라목 (Gunnerales)                              |
| 속씨식물     | 진정쌍떡잎식물군         | 183 | 딜레니아목 (Dilleniales)                           |
| 속씨식물     | 진정쌍떡잎식물군         | 184 | 범의귀목 (Saxifragales)                            |
| 속씨식물     | 진정쌍떡잎식물군         | 185 | 포도목 (Vitales)                                   |
| 속씨식물     | 진정쌍떡잎식물군         | 186 | 남가새목 (Zygophyllales)                           |
| 속씨식물     | 진정쌍떡잎식물군         | 187 | 콩목 (Fabales)                                     |
| 속씨식물     | 진정쌍떡잎식물군         | 188 | 장미목 (Rosales)                                   |
| 속씨식물     | 진정쌍떡잎식물군         | 189 | 참나무목 (Fagales)                                 |
| 속씨식물     | 진정쌍떡잎식물군         | 190 | 박목 (Cucurbitales)                                |
| 속씨식물     | 진정쌍떡잎식물군         | 191 | 노박덩굴목 (Celastrales)                           |
| 속씨식물     | 진정쌍떡잎식물군         | 192 | 말피기아목 (Malpighiales)                          |
| 속씨식물     | 진정쌍떡잎식물군         | 193 | 괭이밥목 (Oxalidales)                              |
| 속씨식물     | 진정쌍떡잎식물군         | 194 | 쥐손이풀목 (Geraniales)                            |
| 속씨식물     | 진정쌍떡잎식물군         | 195 | 도금양목 (Myrtales)                                |
| 속씨식물     | 진정쌍떡잎식물군         | 196 | 크로소소마목 (Crossosomatales)                     |
| 속씨식물     | 진정쌍떡잎식물군         | 197 | 피크람니아목 (Picramniales)                        |
| 속씨식물     | 진정쌍떡잎식물군         | 198 | 무환자나무목 (Sapindales)                          |
| 속씨식물     | 진정쌍떡잎식물군         | 199 | 후에르테아목 (Huerteales)                          |
| 속씨식물     | 진정쌍떡잎식물군         | 200 | 십자화목 (Brassicales)                             |
| 속씨식물     | 진정쌍떡잎식물군         | 201 | 아욱목 (Malvales)                                  |
| 속씨식물     | 진정쌍떡잎식물군         | 202 | 베르베리돕시스목 (Berberidopsidales)               |
| 속씨식물     | 진정쌍떡잎식물군         | 203 | 단향목 (Santalales)                                |
| 속씨식물     | 진정쌍떡잎식물군         | 204 | 석죽목 (Caryophyllales)                            |
| 속씨식물     | 진정쌍떡잎식물군         | 205 | 층층나무목 (Cornales)                              |
| 속씨식물     | 진정쌍떡잎식물군         | 206 | 진달래목 (Ericales)                                |
| 속씨식물     | 진정쌍떡잎식물군         | 207 | 감탕나무목 (Aquifoliales)                          |
| 속씨식물     | 진정쌍떡잎식물군         | 208 | 국화목 (Asterales)                                 |
| 속씨식물     | 진정쌍떡잎식물군         | 209 | 에스칼로니아목 (Escalloniales)                     |
| 속씨식물     | 진정쌍떡잎식물군         | 210 | 브루니아목 (Bruniales)                             |
| 속씨식물     | 진정쌍떡잎식물군         | 211 | 미나리목 (Apiales)                                 |
| 속씨식물     | 진정쌍떡잎식물군         | 212 | 산토끼꽃목 (Dipsacales)                            |
| 속씨식물     | 진정쌍떡잎식물군         | 213 | 파라크리피아목 (Paracryphiales)                    |
| 속씨식물     | 진정쌍떡잎식물군         | 214 | 이카키나목 (Icacinales)                            |
| 속씨식물     | 진정쌍떡잎식물군         | 215 | 멧테니우사목 (Metteniusales)                       |
| 속씨식물     | 진정쌍떡잎식물군         | 216 | 가리아목 (Garryales)                               |
| 속씨식물     | 진정쌍떡잎식물군         | 217 | 지치목 (Boraginales)                               |
| 속씨식물     | 진정쌍떡잎식물군         | 218 | 용담목 (Gentianales)                               |
| 속씨식물     | 진정쌍떡잎식물군         | 219 | 발리아목 (Vahliales)                               |
| 속씨식물     | 진정쌍떡잎식물군         | 220 | 꿀풀목 (Lamiales)                                  |
| 속씨식물     | 진정쌍떡잎식물군         | 221 | 가지목 (Solanales)                                 |